# Giacinto-Boulos Marcuzzo

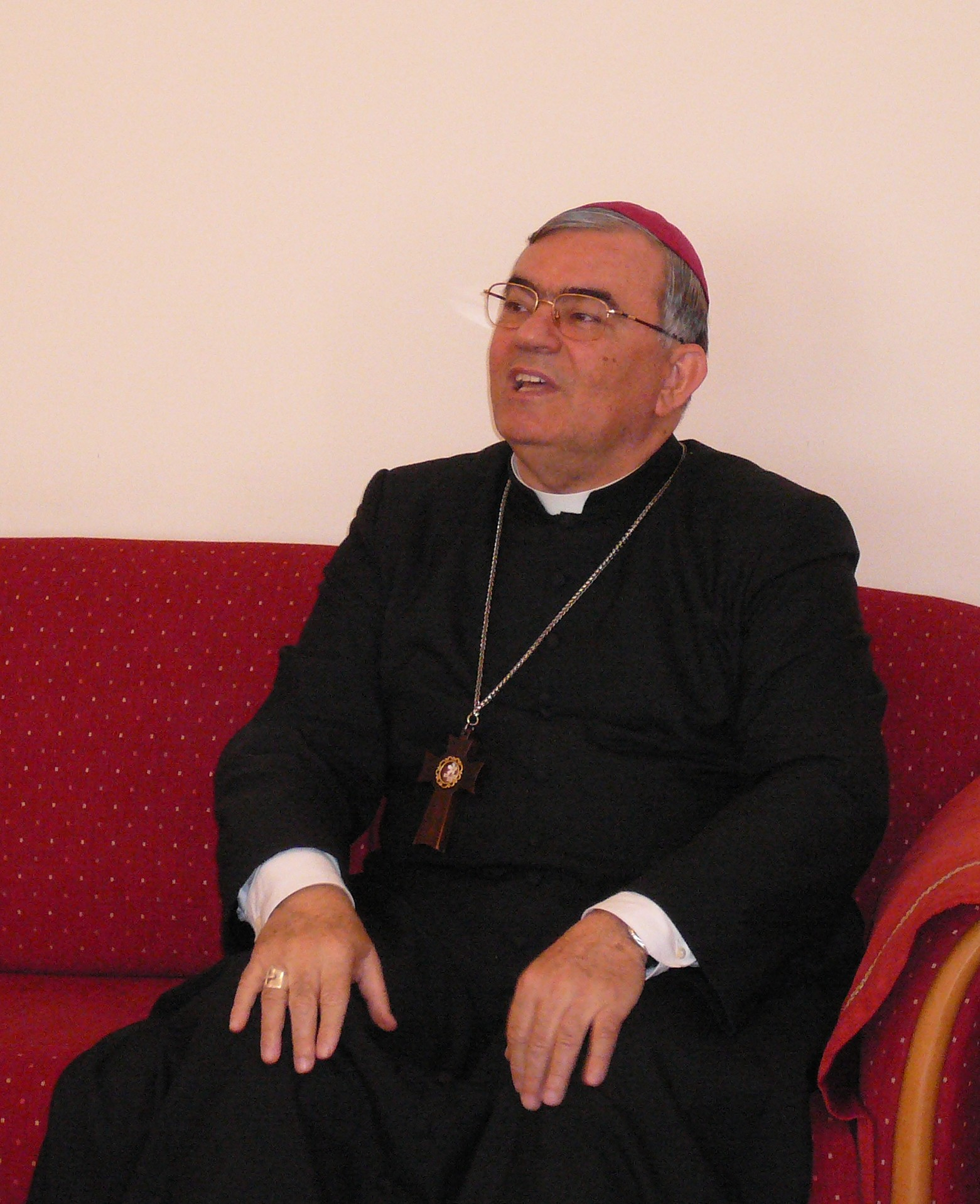
Giacinto-Boulos Marcuzzo (2007)

Giacinto-Boulos Marcuzzo (* 24. April 1945 in San Polo di Piave, Italien) ist ein italienischer römisch-katholischer Geistlicher und emeritierter Weihbischof im Lateinischen Patriarchat von Jerusalem.

## Leben
Giacinto-Boulos Marcuzzo empfing nach seiner theologischen Ausbildung am Priesterseminar des Lateinischen Patriarchats von Jerusalem in Bait Dschala am 22. Juni 1969 die Priesterweihe.
Papst Johannes Paul II. ernannte ihn am 29. April 1993 zum Titularbischof von Siminina und Weihbischof im Lateinischen Patriarchat von Jerusalem. Die Bischofsweihe spendete ihm Patriarch Michel Sabbah am 3. Juli 1993. Mitkonsekratoren waren Hanna Kaldany, Weihbischof in Jerusalem, und Eugenio Ravignani, Bischof von Vittorio Veneto. Am 29. Oktober 1994 wurde er zum Titularbischof von Emmaüs ernannt.
Als Weihbischof im Lateinischen Patriarchat von Jerusalem war er bis 2017 zudem Patriarchalvikar für Israel mit Sitz in Nazaret. Am 15. Juni 2017 wurde er vom Apostolischen Administrator von Jerusalem, Erzbischof Pierbattista Pizzaballa, zum Generalvikar im Lateinischen Patriarchat sowie zum Patriarchalvikar für Jerusalem und Palästina bestellt.
Am 29. August 2020 nahm Papst Franziskus seinen altersbedingten Rücktritt an.